# Adam Novotný (lední hokejista)
Adam Novotný (* 13. listopadu 2007, Hradec Králové) je český hokejový útočník hrající za tým Mountfield HK v Tipsport extralize.

## Statistiky

### Klubové statistiky
| Sezóna      | Klub          | Soutěž      |    | Základní část | Základní část | Základní část | Základní část | Základní část |   | Play off | Play off | Play off | Play off | Play off |
| Sezóna      | Klub          | Soutěž      | Z  | G             | A             | B             | TM            | Z             | G | A        | B        | TM       |          |          |
| 2023/24     | Mountfield HK | ČHL-17      | 3  | 3             | 6             | 9             | 2             | 2             | 0 | 1        | 1        | 0        |          |          |
| 2023/24     | Mountfield HK | ČHL-20      | 48 | 32            | 27            | 59            | 30            | —             | — | —        | —        | —        |          |          |
| 2023/24     | Mountfield HK | ČHL         | 10 | 1             | 0             | 1             | 0             | —             | — | —        | —        | —        |          |          |
| ČHL celkově | ČHL celkově   | ČHL celkově | 10 | 1             | 0             | 1             | 0             | —             | — | —        | —        | —        |          |          |

### Reprezentace
| Rok                       | Tým                       | Soutěž                    | Z | G | A | B | TM |
| ------------------------- | ------------------------- | ------------------------- | - | - | - | - | -- |
| 2024                      | Česko 18                  | HG-18                     | 5 | 2 | 3 | 5 | 2  |
| Juniorská kariéra celkově | Juniorská kariéra celkově | Juniorská kariéra celkově | 5 | 2 | 3 | 5 | 2  |